# 제임스섬

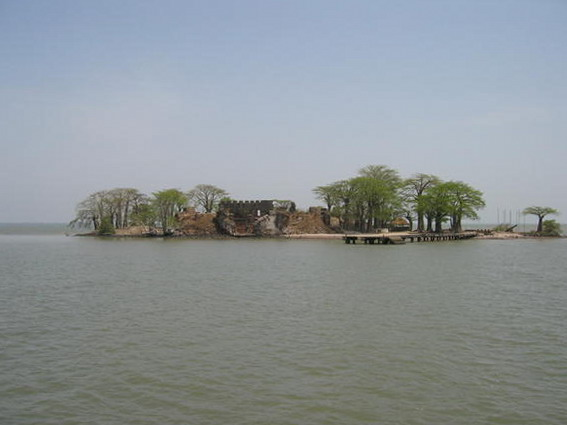
제임스섬

제임스섬(James Island)은 감비아강에 있는 섬이다. 강 어귀로부터 30 km 상에 있으며 주푸레 마을 근처에 위치한다. 섬 내부에 포트 제임스(Port James)로 알려진 요새가 있다. 프랑스가 요새로서 사용했던 곳이자 감비아강 북쪽 둑에 위치한 마을인 알브레라로부터 약 3 km 떨어져 있다. 2011년 섬 이름이 쿤타킨테섬(Kunta Kinteh)으로 변경되었다.